# Banda C
La banda C è definita dall'Institute of Electrical and Electronics Engineers (IEEE) come la porzione di spettro elettromagnetico delle onde SHF che vanno dai 4,0 agli 8,0 GHz.

## Utilizzi
- È stata la prima banda utilizzata per le comunicazioni via satellite, e viene tuttora utilizzata assieme alla banda K per questo scopo
- Alcuni dispositivi Wi-Fi
- Telefonia cordless
- Sistemi radar con applicazioni sia in ambito meteorologico che di sorveglianza
- Cavità a radiofrequenza per acceleratori di particelle[1]

## Caratteristiche fisiche
La banda C è poco soggetta ad interferenze causate dalla pioggia, a differenza della banda K, tuttavia sia la banda C che la banda K sono soggette ad interferenze causate dalle macchie solari.